# Oprávněná organizace
Oprávněnou organizací v oblasti archeologické památkové péče se rozumí fyzická nebo právnická osoba, která je držitelem povolení Ministerstva kultury ČR k provádění archeologických výzkumů a zároveň uzavřela dohodu s Akademií věd ČR o rozsahu a podmínkách provádění archeologických výzkumů (viz § 21 zákona č. 20/1987 Sb., o státní památkové péči, ve znění pozdějších předpisů). Jejich seznam vydává Ministerstvo kultury.

## Podmínky
Předpoklady pro uzavření smlouvy s oprávněnou organizací jsou dostatečná odborná kvalifikace a pracovní prostory dotčené organizace. Odborná kvalifikace je zaručena zaměstnáním fyzické osoby, která má nejméně magisterské vysokoškolské vzdělání se zaměřením na archeologii a dva roky odborné praxe. Ohledně pracovních prostor je vyžadována laboratoř, prostor k vědecké práci, k dokumentaci a k bezpečnému uložení archeologických nálezů. 
Oprávněná organizace je povinna oznamovat zahájení archeologických výzkumů Archeologickému ústavu (v Praze nebo v Brně) a následně tamtéž podávat zprávy o jejich výsledcích (obvykle ve formě nálezové zprávy).

## Oprávněné organizace v ČR
Organizace oprávněné k provádění archeologického výzkumu v ČR lze rozdělit podle jejich zřizovatele. V roce 2022 evidovalo Ministerstvo kultury celkem 117 oprávěných organizací. Většinu z nich tvořily veřejné instituce (91 organizací), doplněné 7 univerzitami a menším počtem soukromých subjektů (19 pracovišť).

### Veřejné výzkumné instituce
- Archeologický ústav Akademie věd České republiky v Praze
- Archeologický ústav Akademie věd České republiky v Brně
- Ústav archeologické památkové péče severozápadních Čech v Mostě
- Ústav archeologické památkové péče Brno

### Organizace zřizované státem
- Národní památkový ústav
- Národní muzeum
- Moravské zemské muzeum

### Univerzity
- Univerzita Karlova v Praze – Ústav pro archeologii
- Masarykova univerzita v Brně – Ústav archeologie a muzeologie
- Západočeská univerzita v Plzni – Katedra archeologie
- Slezská univerzita v Opavě – Ústav historie a muzeologie
- Univerzita Palackého v Olomouci – Katedra historie
- Univerzita Hradec Králové – Katedra archeologie
- Jihočeská univerzita České Budějovice – Archeologický ústav

### Příspěvkové organizace krajů a obcí
- Ústav archeologické památkové péče středních Čech
- Archeologické centrum Olomouc
- Krajská a obecní muzea (Muzeum hlavního města Prahy, Městské muzeum v Čelákovicích, Západočeské muzeum, ...)

### Soukromé organizace
- obecně prospěšné společnosti (o.p.s.)
- zapsané spolky (z. s.; dříve občanská sdružení o. s.)